# اس‌اس توسکانیا (۱۹۱۴)
اس‌اس توسکانیا (۱۹۱۴) (به انگلیسی: SS Tuscania (1914)) یک زیردریایی بود که طول آن ۵۶۷ فوت (۱۷۳ متر) بود. این زیردریایی در سال ۱۹۱۴ ساخته شد.